# Eugene Botkin
Yevgueni Serguéievich Botkin, también conocido como Eugene Botkin (27 de marzo de 1865 - 17 de julio de 1918), fue médico de la corte de Nicolás II de Rusia y su esposa Alejandra, aunque estaba encargado de la salud de la zarina, trató algunas veces las complicaciones de la hemofilia del zarévich Alexis. Los acompañó al exilio tras la Revolución Rusa de 1917 y fue asesinado con la familia imperial en Ekaterimburgo, el 17 de julio de 1918. Como ellos, fue canonizado como mártir por la Iglesia Ortodoxa Rusa fuera de Rusia en 1981.

## Primeros años y carrera
Nació el 27 de marzo de 1865 en San Petersburgo, Rusia. Fue hijo del doctor Serguéi Botkin, que había sido médico de la corte en la época de los zares Alejandro II y Alejandro III y es considerado el padre de la medicina rusa. Estudió Medicina en la Universidad de San Petersburgo y en las universidades de Berlín y Heidelberg. Después de regresar, vivió casi en la pobreza, en ese momento era difícil para los médicos llevar una vida decente, ya que no se les permitía cobrar por sus servicios, por lo que después se convirtió en profesor de la Academia de Medicina.
Más tarde fue nombrado médico en jefe del Hospital San Jorge de San Petersburgo. Sirvió a bordo del Tren Hospital San Jorge durante la Guerra Ruso-Japonesa, fue galardonado con el Gran Cordón de la Orden de Santa Ana por su distinguido servicio en tiempo de guerra y fue nombrado Comisario Jefe de la Cruz Roja de Rusia.
Botkin estaba casado y tenía cuatro hijos, Dmitri, Yuri, Gleb y Tatiana, cuando fue nombrado médico de la corte en 1908. Su matrimonio se rompió por la tensión que causó su dedicación a los Románov y sus largas horas en palacio. Su esposa, Olga, comenzó un romance con el tutor de alemán de los niños, Friederich Lichinger, por lo que pidió el divorcio, dejándole la custodia de los niños.
Tras el estallido de la Primera Guerra Mundial en agosto de 1914, la zarina envió al doctor Botkin a Yalta y Livadia a establecer hospitales, sus dos hijos mayores fueron enviados al frente y Tatiana trabajó como enfermera en el Hospital del Palacio de Catalina. Su hijo Dmitri murió en acción, por lo que Botkin quedó devastado. Fue volviéndose cada vez más religioso y "desarrolló un desagrado cada vez mayor hacia la carne", según su hijo Gleb.
Acerca de su carácter su hermano Piotr, quien se desempeñó como Ministro Plenipotenciario ruso en Lisboa, dijo: "Desde una edad temprana, su naturaleza era hermosa y noble por completo. No era como los demás niños. Siempre sensible, con una dulzura interior que provenía de un alma extraordinaria, le tenía horror a cualquier tipo de lucha o pelea. Los otros muchachos podíamos luchar con furia. Él no participaba en nuestros combates, pero cuando nuestra lucha adquiría un carácter peligroso, detenía a los combatientes en riesgo de lesionarse. Era muy estudioso y meticuloso. Consiguió obtener la profesión que eligió, la Medicina, para ayudar, socorrer, aliviar y sanar sin final".

## Exilio y muerte
Después de la abdicación de Nicolás el 15 de marzo de 1917, Botkin vivió con la familia bajo arresto domiciliario en el Palacio de Alejandro hasta agosto, cuando fueron exiliados a Tobolsk, en Siberia. Botkin sintió que era su deber acompañar a los Románov al exilio, no solo por responsabilidad hacia sus pacientes, sino también por su país. El zar Nicolás II lo consideraba un amigo, y a menudo hablaba con la zarina Alejandra en alemán o actuaba como traductor cuando recibía a una delegación extranjera. Una vez los bolcheviques se hicieron con el control de la mayor parte de Rusia, fueron trasladados a la Casa Ipátiev, en Ekaterimburgo.
Los investigadores del Ejército Blanco encontraron una carta inacabada, escrita en el cuartel la noche del 16 de julio de 1918: 

Estoy haciendo un último intento por escribir una carta de verdad -al menos desde aquí-, aunque dicha clasificación, en mi opinión, es totalmente superflua. No creo que estuviera destinado en cualquier momento para escribir a nadie en ninguna parte. Mi confinamiento voluntario aquí está menos limitado por el tiempo que por mi existencia terrenal. En esencia estoy muerto, muerto para mis hijos, muerto para mi trabajo [...] Estoy muerto, pero todavía no estoy enterrado, o estoy enterrado vivo -lo que sea, las consecuencias son casi idénticas [...] El día antes de ayer, mientras estaba leyendo tranquilamente [...] Tuve una visión de la cara de mi hijo de Yuri, muerto, en posición horizontal y con los ojos cerrados. Ayer, durante la lectura del mismo libro, de repente oí una palabra que sonaba como "Papulia". Estuve a punto de estallar en sollozos. Una vez más, esto no es una alucinación porque la palabra se pronunciaba, la voz era similar y yo no dudaba ni por un instante que mi hija, que se suponía estaba en Tobolsk, me hablaba [...] Probablemente nunca escuché esa voz tan querida o sentí ese toque tan querido con el que mis hijos me consentían [...] Si la fe sin obras está muerta, entonces las obras pueden vivir sin fe [...] Esto justifica mi última decisión [...] cuando sin vacilar dejo huérfanos a mis hijos, con el fin de llevar a cabo mi deber de médico hasta el final, como Abraham no dudó en cumplir la exigencia de Dios de sacrificar a su único hijo.

La carta fue interrumpida cuando el comandante Yákov Yurovski, jefe del comando en la Casa Ipátiev, llamó a su puerta y le ordenó vestirse y bajar. Yurovski le dijo que estaban atacando la ciudad y que iban a ser evacuados. En cambio, la familia y sus acompañantes fueron asesinados el 17 de julio de 1918.